# Naniwa-kyō
Naniwa-kyō (難波京) est une ancienne capitale du Japon située dans le centre de l'actuelle ville d'Osaka.
Les traces d'anciens palais, à Naniwa ont été trouvées en 1957: le palais de Naniwa Nagara-Toyosaki. Des fouilles plus récentes ont confirmé l'existence d'une ville, au moins pour la dernière période du VIIIe siècle.